# Jersey Shore
A Jersey Shore egy amerikai valóságshow-sorozat. A műsorban nagyfokú temperamentummal és olasz felmenőkkel rendelkező nyolc személy kiválasztásával a nyaralásukat lehetett nyomon követni. Elsőként és később többször visszatérve a címadó városrészben nyaralnak, illetve a 2. és 4. szezonokkal más helyszínekre vitték el őket. (A 4. szezonban számukra álomként megvalósulva Olaszországba.) A sorozat menete - kieséses versengés nélkül - hasonló, mint egy megszokott reality show-nak: a nyolc „lakótárs” össze van eresztve egymással és a kamerák minden lépésüket nyomon követik. Időnként a főszereplők különféle kalandokba keverednek. A műsor - többnyire az eredeti karaktereket tovább alkalmazva - 6 évadot élt meg 71 epizóddal, egy epizód 42 perces. Amerikában 2009. december 3-tól 2012. december 20-ig sugározták, a magyar bemutató időpontja ismeretlen. Az egész világon az MTV vetítette, többek között hazánkban is. Nagyon népszerű sorozat volt, ezért számtalan spin-off is készült. A Jersey Shore botrányosságáról is híres lett. A csapatot 2018-2022 között felkérték az új "Jersey Shore: Családi vakáció" sorozathoz, miközben a résztvevők többsége már családot alapított és megkomolyodott életet élt.